# Murmy
Murmy (lit. Murmos) – wieś na Litwie, w okręgu wileńskim, w rejonie święciańskim, w gminie Nowe Święciany.

## Historia
W czasach zaborów wieś włościańska w okręgu wiejskim Zabłociszki, gminie Zabłociszki, w powiecie święciańskim, w guberni wileńskiej Imperium Rosyjskiego. W 1866 roku miała 51 mieszkańców w 5 domach, należała do dóbr Zabłociszki, własność Zejfertów . W 1905 roku liczyła 92 mieszkańców, 141 dziesięcin.
W dwudziestoleciu międzywojennym wieś leżała w Polsce, w województwie wileńskim, w powiecie święciańskim, w gminie Kołtyniany.
W 1931 w 17 domach zamieszkiwało 87 osób.
Miejscowość należała do parafii rzymskokatolickiej w Kołtynianach. Podlegała pod Sąd Grodzki w Święcianach i Okręgowy w Wilnie; właściwy urząd pocztowy mieścił się w Poszumieniu.
Od 1945 roku w Litewskiej Socjalistycznej Republice Radzieckiej.
Od 1990 na niepodległej Litwie.